# Ivan Harris
Ivan Harris (Springfield, Ohio, Estados Unidos, 17 de marzo de 1984) es un baloncestista profesional estadounidense que juega en la posición de ala pívot y actualmente se desempeña en el Melton Thoroughbreds de la división 1 de la Big V de Australia.

## Carrera
Asistió a la Oak Hill Academy de Mouth of Wilson, Virginia, donde se graduó y luego concurrió a la Universidad Estatal de Ohio, donde jugó con el equipo de baloncesto de la institución durante cuatro años. En su último año, su equipo alcanzó la final nacional de la NCAA pero cayó en la misma frente al conjunto de la Universidad de la Florida por 84-75. En 127 partidos promedió 5.7 puntos y 2.3 rebotes.
Tras no ser elegido en el Draft de la NBA de 2007, su primera temporada como profesional se dio en Finlandia, en la Korisliiga y jugando para el Lappeenranta NMKY. Se mantuvo durante una temporada en este equipo y promedió 12.7 puntos por juego con 41.8% de eficacia en tiros de 3 puntos. Su equipo ganó la serie regular con un porcentaje de victorias del 77.3% y cayó ante el Tampereen Pyrintö en los playoffs. En la FIBA EuroChallenge convirtió 12.3 puntos por juego con una eficacia de 47.8% en tiros de 3 puntos.
La temporada siguiente volvió a Estados Unidos para jugar con los Erie BayHawks, equipo de la NBDL. Se mantuvo por dos años en este club, promediando 15.7 puntos por juego en su primera temporada y 12.3 en la segunda. Su siguiente destino fue Argentina, más precisamente en el club Gimnasia y Esgrima de la ciudad de Comodoro Rivadavia. Sin embargo, tan solo jugó algunos partidos en la Liga Nacional de Básquet y fue dado de baja, dirigiéndose entonces al Club Biguá de Villa Biarritz de Uruguay.
En 2011 se mudó a Australia para jugar en el Ballarat Miners de la South East Australian Basketball League. Ese mismo año se mudó a Japón, donde jugó en el Miyazaki Shining Suns de la bj league durante una temporada. En 2012 firmó con el BC Miercurea Ciuc de la Divizia A, máxima división de Rumania. Para la temporada 2013/14 se dirigió a Canadá para jugar en el Halifax Rainmen de la Liga Nacional de Baloncesto de Canadá. Dejó el equipo en noviembre de ese año tras solo participar en cinco partidos.
En marzo de 2015 Harris firmó con Melton Thoroughbreds para la temporada 2015 de la división uno de la Big V de Australia. Su equipo ganó el campeonato tras vencer en la final por 2-0 tras ganarle a Latrobe City Energy. Fue elegido como MVP de las finales, tras convertir 26 puntos en el primer juegos y 19 en el segundo. En los 26 partidos promedió 19.4 puntos, 6 rebotes y 1.1 robos. El 1 de octubre de 2015, Harris firmó un contrato por dos años.

## Trayectoria
| Temporada | Club                                    | País           | Liga       |
| 2007/08   | Lappeenranta NMKY                       | Finlandia      | Korisliiga |
| 2008/10   | Erie BayHawks                           | Estados Unidos | NBDL       |
| 2010/11   | Gimnasia y Esgrima (Comodoro Rivadavia) | Argentina      | LNB        |
| 2010/11   | Club Biguá de Villa Biarritz            | Uruguay        | LUB        |
| 2010/11   | Ballarat Miners                         | Australia      | SEABL      |
| 2011/12   | Miyazaki Shining Suns                   | Japón          | bj league  |
| 2012/13   | BC Miercurea Ciuc                       | Rumania        | Divizia A  |
| 2013/14   | Halifax Rainmen                         | Canadá         | NBL        |
| 2015      | Melton Thoroughbreds                    | Australia      | Big V      |